# Republican (rzeka)
Republican (ang. Republican River) – rzeka w Stanach Zjednoczonych, w stanach Nebraska i Kansas, jedna z rzek źródłowych rzeki Kansas. Długość rzeki wynosi 716 km.
Rzeka powstaje z połączenia rzek North Fork Republican i Arikaree, na wysokości około 990 m n.p.m., koło miejscowości Haigler, w południowo-zachodnim narożniku stanu Nebraska. W górnym i środkowym biegu rzeka płynie w kierunku wschodnim. W dolnym biegu skręca na południowy wschód, przekraczając granicę stanu Kansas. W pobliżu miasta Junction City, na wysokości 320 m n.p.m. łączy się z rzeką Smoky Hill, tworząc rzekę Kansas.
Większe miasta położone nad rzeką to McCook, Superior, Concordia, Clay Center i Junction City.